# Tatárföld földrajza
Tatárföld Oroszország európai részén, a Volgamenti szövetségi körzetben található, a Volga folyó vízgyűjtő területén fekszik, a Volga és a Káma összefolyásánál. Területe határos Baskíriával, Csuvasfölddel, Mariföldfel, Udmurtfölddel, valamint a Szamarai területtel, az Uljanovszki területtel, a Kirovi területtel és az Orenburgi területtel.

## Domborzata

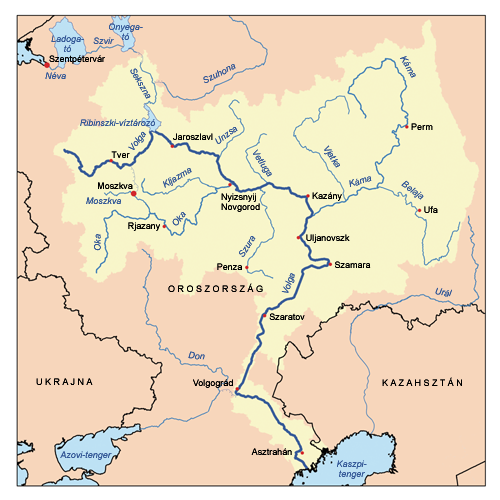
A Volga vízgyűjtő területének térképe

Tatárföldön folyóvölgyekkel átszelt fennsíkok találhatóak, a Volga és a Káma folyók három nagy területre osztják: Predvolzsje (Предволжье, Volga előtti terület), Predkamje (Предкамье, Káma előtti terület) és Zakamje (Закамье, Káma mögötti terület). Predvolzsje a Volgamenti-hátság északkeleti részén fekszik, maximális magassága 276 méter. A Predkamje legmagasabb pontja 243 méter, míg Tatárföld legmagasabb pontja a Bugulma-felföldön található Zakamje nyugati részén. Legalacsonyabb pontja 53 méter, a Kujbisevi-víztározónál.

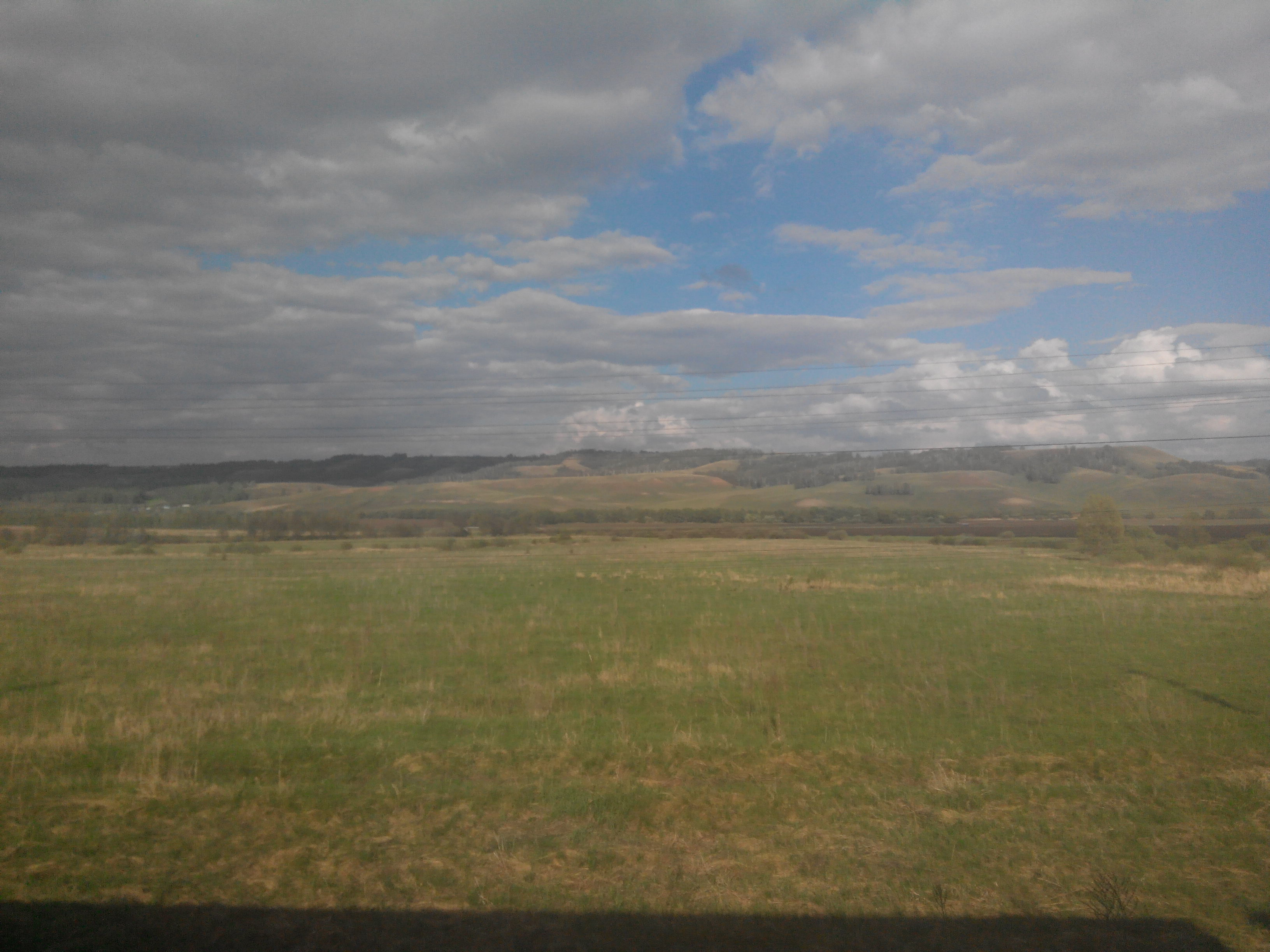
A Bugulma-felföld

## Vízrajza
Tatárföld legnagyobb folyói a Belaja (Агыйдел / Ağidel), a Káma (Чулман / Çulman; 340 km), a Volga (Идел / İdel; 177 km), az Ik (Ык / Iq), a Vjatka (Нократ / Noqrat), a Szvijaga (Зөя / Zöyä), a Kazanka (Казансу / Qazansu), a Sesma (Чишмә / Çişmə), a Zaj (Зәй / Zäy), a Nagy-Cseremsan (Олы Чирмешән / Olı Çirmeşän). Az országban több mint 3000 folyó található, ezek közül mintegy 2800 hét kilométernél rövidebb. Az országban több mint 8000 tó található, melyek jobbára sekélyesek, 1–2 méter mélyek, a legmélyebbek is csupán a 8–10 métert érik el. A két legnagyobb víztározó a Kujbisevi-víztározó és a Nyizsnyekamszki-víztározó, a legnagyobb területű természetes tó a Kaban-tavak rendszere. Tatárföldön gyakoriak a mocsaras vidékek is.

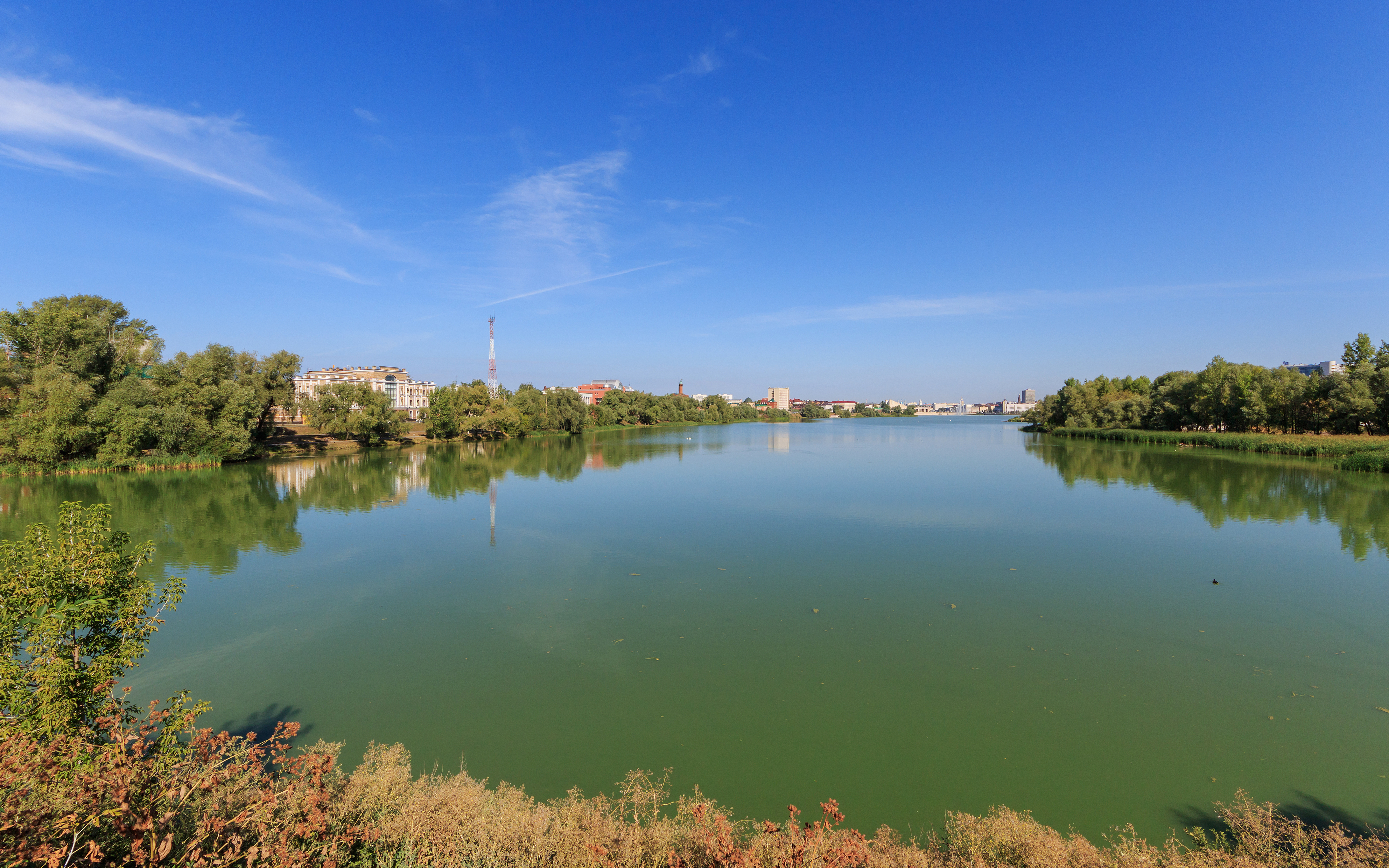
Kaban-tavak
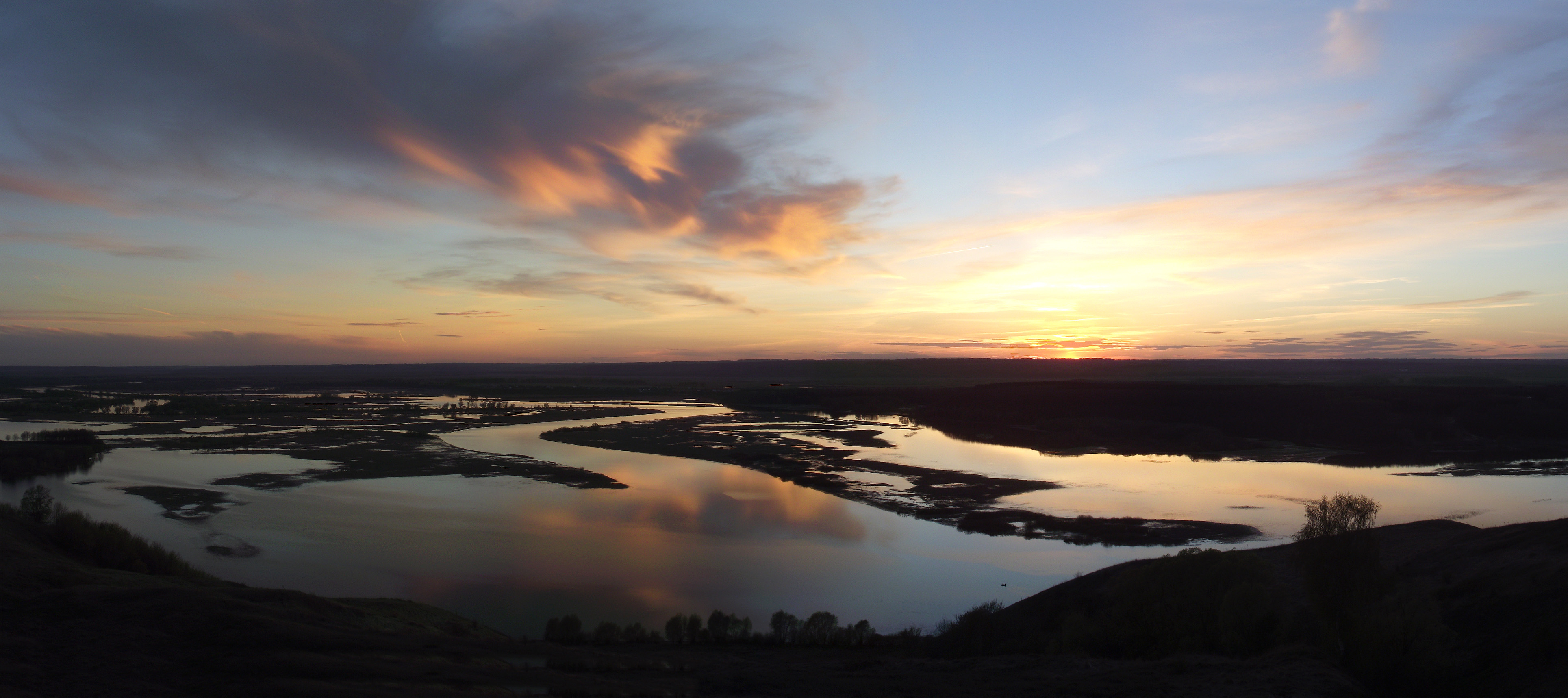
Szvijaga
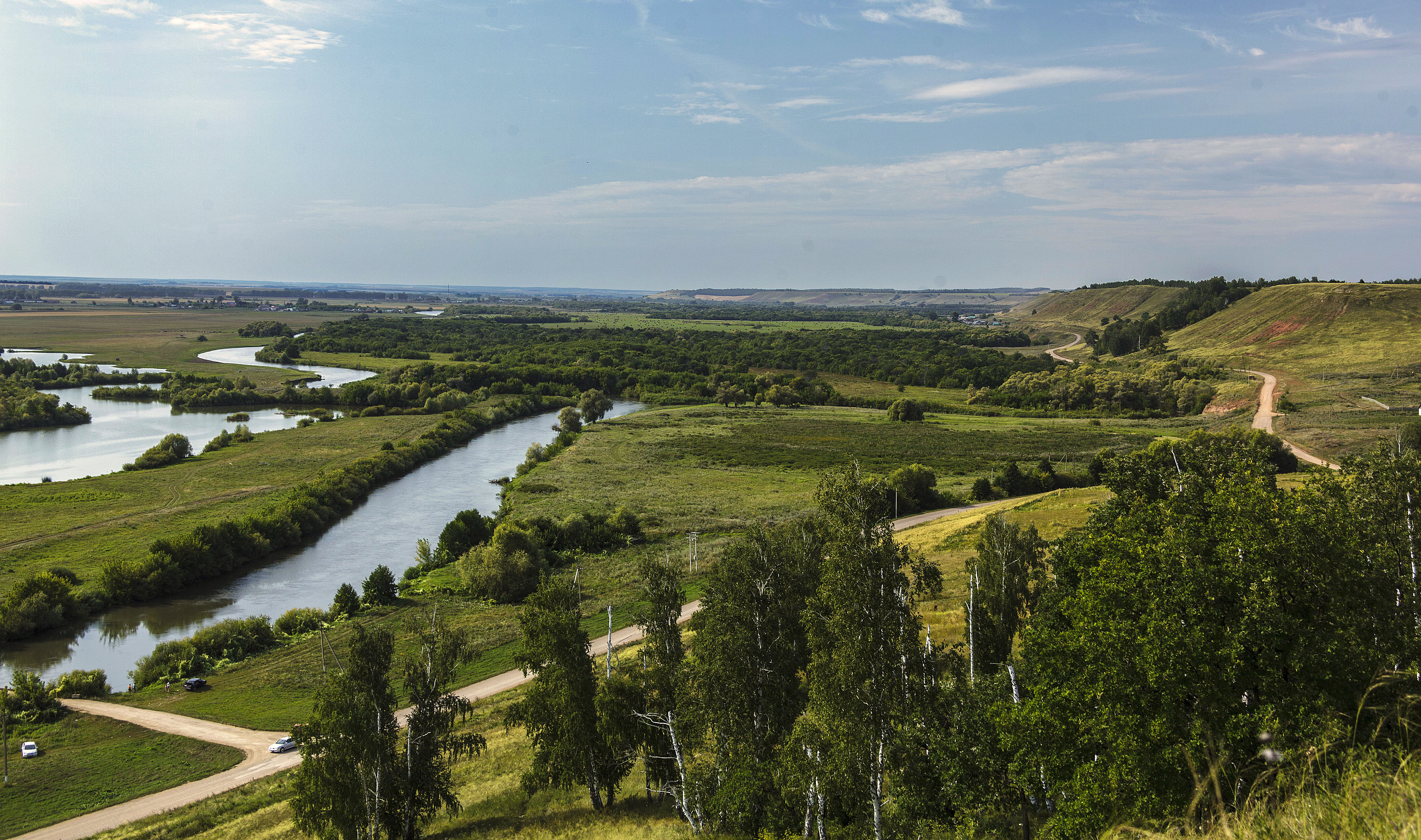
Az Ik folyó Tatárföld és Baskíria határán

## Éghajlata
Éghajlata kontinentális, hosszú, hideg telekkel és forró nyarakkal. A csapadék éves átlaga 420–510 mm, a legtöbb csapadék nyáron és ősszel esik. A januári átlaghőmérséklet –14 °С, a júliusi +19 °С. A leghidegebb abszolút hőmérséklet 44–48 °С, a legmelegebb 37–40 °С.

## Talajtakaró
Tatárföld talajtakarójának nagy része csernozjom (32%) és szürke erdőtalaj (40%). Jelentős a talajerózió mértéke.

## Természeti kincsek
Tatárföld természeti kincsei közé tartozik a kőolaj, a földgáz, a mészkő, a gipsz, a dolomit, a homok és a tőzeg.

## Növény- és állatvilág
Tatárföld az erdős sztyeppei övezetbe tartozik, területének 16–17%-a erdő, melynek jó részét tölgy, hársfa, nyírfa és nyárfa alkotja, de fenyőfélék is megtalálhatóak. A gerinces állatfajok száma meghaladja a 430-at, az emlősfajok száma 76.